# Henri de Guénegaud
Henri de Guénegaud (1609 – Parigi, 16 marzo 1676) è stato un politico e nobile francese.

## Biografia
Henri de Guénégaud era figlio primogenito di Gabriel Guénégaud, signore di Plessis-Belleville (m. 1638) e di sua moglie, Marie La Croix (m. 1655).
Divenne tesoriere del risparmio (Trésorier de l'Épargne) nel 1638, succedendo a suo padre, morto in quello stesso anno.
Nel 1643 gli vennero assegnati diversi incarichi: divenne segretario di stato di diverse regioni della Francia tra le quali Parigi, della maison du roi e degli affari ecclesiastici, nonché   segretario di stato per la marina e per le colonie.
Dubuisson Aubenay, che scrisse poi una storia della Fronda, divenne suo segretario nel 1645.
Supportò Anna d'Austria durante la Fronda e venne nominato Garde des Sceaux nel 1656, ma cadde poi in disgrazia nel 1669, quando il suo posto fu occupato dal segretario di stato Jean-Baptiste Colbert.

## Patrono delle arti
Guénégaud fu patrono dell'architetto François Mansart e probabilmente suo amico. Nel 1642 donò a Mansart il sito dove l'architetto costruì poi la sua abitazione, in Rue Payenne, donandogli nel 1650 la somma di 50.000 livres.
Nel 1646 Guénégaud acquistò l'Hôtel de Nevers lungo il Quai de Nevers e diede incarico a Mansart di trasformarlo in quello che poi fu noto come Hôtel de Guénégaud (1648–1652). Sempre con l'aiuto di Mansart ristrutturò il castello di Fresnes.
Fu noto con la moglie per le loro simpatie gianseniste, ed il loro salotto fu frequentato sempre più da personaggi come Mademoiselle de Scudéry, Madame de Sévigné e Simon Arnauld, oltre che dal poeta Racine.
Nel 1670, dopo la sua caduta in disgrazia, Guénégaud scambiò l'Hôtel de Guénégaud sul Quai de Nevers con   una casa di campagna a Bouchet e con l'Hôtel de Conti sul Quai Malaquais a Parigi, entrambi appartenenti alla nipote del cardinale Mazzarino, Anna Maria Martinozzi, principessa di Conti.

## Matrimonio e figli
Nel 1642 sposò Elizabeth (Isabel), figlia del maresciallo Charles de Choiseul, marchese di Praslin. La coppia ebbe i seguenti figli:
- Gabriel 1643
- Caesar Phoebus +
- Roger 1645
- Claire Bénédicte 1646–1675
- Henry 1647–1722
- Emmanuel
- Elisabeth Angelique